# Сенюков Сергій Васильович
Сенюков Сергій Васильович (* 27 січня 1955 — 1 січня 1992) — український спортсмен. Почесний громадянин штату Техас (США).

## Біографія
Народився 27 січня 1955 року в м. Чернівці. Закінчив чернівецьку середню школу № 24, Львівський інститут фізичної культури. З 6-го класу почав займатись легкою атлетикою (стрибки у висоту) під керівництвом Володимира Степанова, який згодом став заслуженим тренером України. Був призером багатьох змагань всесоюзного та міжнародного рівня.
По закінченню виступів на спортивних аренах був військовим, згодом працював в органах Міністерства внутрішніх справ (МВС) України. Помер 1 січня 1992 року.

## Спортивні досягнення
- Норматив майстра спорту (1972).
- Норматив майстра спорту Міжнародного класу (1974).
- Перемога на спартакіаді школярів СРСР у Києві (1972).
- Перемога на зимовому чемпіонаті Європи 1976 року в Мюнхені (ФРН).
- 5-те місце на Олімпійських Іграх у Монреалі (1976).
- Виграв у матч СРСР — США, залишивши позаду рекордсмена світу Стоунза[en].

На матчах США — СРСР вигравав тричі. Перемагав і ставав призером багатьох змагань всесоюзного та міжнародного рівня, здобув перше місце в матчі СРСР — ФРН і перше місце — на Всесвітньому фестивалі на Кубі.
Преса писала, що «господарі змагань були у захваті як від його перемоги, так і від ковбойських здібностей. Кажуть, він на коні перестрибнув через стіл, за яким сиділи члени спортивних делегацій двох країн. Зрештою, Сергія зробили „Почесним громадянином штату Техас“».

## Пам'ять
У Чернівцях на проспекті Незалежності, 68 на честь нього встановлено меморіальну дошку: «У цьому будинку проживав чемпіон Європи, учасник Олімпійських Ігор в Монреалі, почесний громадянин штату Техас Сергій Васильович СЕНЮКОВ (27.01.1955-01.01.1992)».